# Arianna
Az Arianna női név az Ariadné olasz alakjából ered.

## Rokon nevek
Ariadné, Ariadna, Arienn

## Gyakorisága
Az újszülötteknek adott nevek körében az 1990-es években szórványos volt. A 2000-es és a 2010-es években sem szerepelt a 100 leggyakrabban adott női név között.
A teljes népességre vonatkozóan az Arianna sem a 2000-es, sem a 2010-es években nem szerepelt a 100 leggyakrabban viselt női név között.

## Névnapok
június 7., szeptember 17.

## Híres Ariannák
- Arianna Garibotti olasz válogatott vízilabdázónő